# Masternodes
Masternodes sind Server im Netzwerk einer Kryptowährung. Sie speichern Blockchains in Echtzeit ab und synchronisieren die Daten mit anderen Masternodes.

## Überblick
In einem Netzwerk für Blockchains existieren zwei Arten von Nodes (engl. für „Knoten“): Die „normalen“ Nodes sind Teilnehmer, die das Mining betreiben und die Kryptowährung generieren. Masternodes hingegen verwalten das Netzwerk und speichern die jeweilige Blockchain ab. Sie sind für den Betrieb des Netzwerkes essenziell und gewährleisten einen stabilen Betrieb. Daher hat eine Initiative privater Investoren 2015 Anreize geschaffen, um mehr Masternodes zur Verfügung zu stellen.
Auf Masternodes muss ein bestimmter Betrag an Coins hinterlegt sein, damit sie zu Masternodes werden, arbeiten und damit das gesamte System aufrechterhalten können. Wie hoch dieser ist, hängt von der jeweiligen Kryptowährung und deren Vorgaben ab. Hierdurch besteht eine Barriere, die eine Zentralisierung oder Monopolisierung vermeidet. Somit können nicht einige wenige Akteure oder gar eine Einzelperson einen Großteil der Masternodes kontrollieren, zumal die hinterlegten Coins unberührt bleiben müssen.
Masternodes zählen zur Kategorie der vergüteten Full-Nodes. Sie müssen permanent auf einem Server verfügbar sein, da bei Verbindungsunterbrechungen keine Vergütungen an die Masternodes gezahlt werden.
Je nach Blockchain haben Masternodes andere Funktionalitäten, aber allen voran sind die Folgenden gemein:
- Private Send
- Instant Send
- Coin-Mixing
- Teilnahme an der Politik des Coins mit Hilfe von Stimmrechten

## Abgrenzung
Im Unterschied zu gewöhnlichen Nodes, die lediglich die eigenen Transaktionen in einem Hash-Block abspeichern, speichert ein Masternode die gesamte Blockchain und kommuniziert deren Änderungen an die anderen Masternodes. Dies ist notwendig, damit das gesamte Netzwerk jederzeit über aktuelle Daten verfügt und „auf dem Laufenden“ ist. Man spricht von einem „Proof of Service“ (PoSe).

## Aufgabenbereiche
Die Hauptaufgabe von Masternodes ist das Verarbeiten von Transaktionen, deren Daten sie von den normalen Nodes erhalten. In den Masternodes werden diese Transaktionen überprüft und bei erfolgter Verifizierung an das restliche Netzwerk weitergeleitet.

### Private Send
Bei Private-Send-Transaktionen wird die Privatsphäre des Senders geschützt, indem seine Identität durch sogenanntes Coin-Mixing verschleiert wird. Dies bedeutet, dass die sogenannten Inputs in einer Wallet, der digitalen Geldbörse, nicht mehr eindeutig einem einzelnen User zugeordnet werden können, sondern mit denen zweier anderer User vermischt werden.

### Instant Send
Instant Send erlaubt beinahe augenblickliche Transaktionen, die vergleichbar mit der Geschwindigkeit einer Kreditkartenzahlung sind. Hierbei wird nicht die gesamte Transaktion ausgeführt, bevor sie Gültigkeit erlangt. Stattdessen werden die Coins zunächst als „ausgegeben“ markiert und so blockiert, um ein zweites Ausgeben („Double Spend“) zu verhindern. Nun kann bereits die Zahlungsbestätigung erteilt werden, während die tatsächliche Hinterlegung in der Blockchain erst verzögert geschieht.

## Governance und Voting
Durch den dezentralen Aufbau eines Kryptowährungsnetzwerkes mit Masternodes gibt es keinen festen regulatorischen Körper, der alleine die Entscheidungen der Netzwerkpolitik treffen kann. Da die Betreiber der Masternodes de facto das Netzwerk bereitstellen, besitzen sie dadurch auch Stimmrechte und bilden so in ihrer Gesamtheit das Entscheidungsgremium.
Anträge bzw. zu diskutierende Themen werden als Proposals bezeichnet. Bei der Abstimmung kann jeder Betreiber eines Masternodes dem Proposal entweder zustimmen, dieses ablehnen oder sich enthalten. Ebenso darf jeder Masternodebetreiber selbst Proposals einreichen und zur Abstimmung bringen. Die Entwickler des Netzwerkes entsprechen dann dem Ergebnis der Abstimmung und setzen den Vorschlag um oder nicht. Dieser Vorgang nennt sich dezentrale Governance.

## Besteuerung von Masternodes
Da sich bisherige Fachliteratur zu dem Thema der Besteuerung von Einkünften aus Kryptowährungen an der ältesten und bekanntesten Kryptowährung Bitcoin orientiert, stellt sich die Frage, wie Einkünfte aus dem Betrieb eines Masternodes zu versteuern sind. Bitcoin vergütet nämlich im Gegensatz zu anderen Kryptowährungen den Betrieb eines Masternodes nicht. In der Regel sollte eine individuelle Betrachtung aber dazu führen, dass diese Einkünfte „sonstigen Einkünften“ zuzuordnen sind.

### Abgrenzung zu gewerblichen Tätigkeiten
Oftmals werden Einkünfte aus Miningbetrieb einer gewerblichen Tätigkeit zugerechnet. Masternodes gehören zum selben Netzwerk wie normale Miningnodes und erhalten ihre Einkünfte ebenfalls aus der Teilnahme daran, weshalb auch hier mit einer solchen Einstufung gerechnet werden kann. In der Folge entstehen folgende Pflichten:
- Anmeldung bei dem zuständigen Gewerbeamt nach § 14 Abs. 1 S. 1 Gewerbeordnung (GewO)
- Bei natürlichen Personen oder Personengesellschaften und einer Überschreitung des Freibetrags in Höhe von 24.500 EUR: Zahlung von Gewerbesteuer
- Derivative (§ 140 AO i. V. m. §§ 238 und 241a HGB) oder originäre (§ 141 AO) Buchführungspflicht

Nach § 15 Abs. 2 Einkommensteuergesetz (EStG) liegt eine gewerbliche Tätigkeit vor, wenn die folgenden vier Merkmale erfüllt sind:
- Absicht, Gewinn zu erzielen
- nachhaltige Betätigung
- Teilnahme am allgemeinen wirtschaftlichen Verkehr
- Selbständigkeit

Von den diversen negativen Tatbestandsmerkmalen ist zumindest eines nicht erfüllt, da es sich um eine Art der privaten Vermögensverwaltung handelt.

### Abgrenzung zu Einkünften aus Kapitalvermögen
Durch die Verpflichtung, eine gewisse Menge der Kryptowährung auf dem Server zu lagern, steht die Möglichkeit im Raum, die Einkünfte aus dem Betrieb des Masternodes zu den Einkünften aus Kapitalvermögen zu rechnen. In diesem Falle würde § 20 EStG zur Geltung kommen. Das ist jedoch ebenfalls nicht gegeben, da die Besteuerungstatbestände nicht zutreffen. Der Betreiber der Masternodes hat keinen Kapitalrückforderungsanspruch, es liegt keine Dividende vor und eine Kapitalforderung auf ein gesetzliches Zahlungsmittel ist ebenfalls nicht gegeben.

### Zuordnung als "Sonstige Einkünfte"
Nach dem Subsidiaritätsprinzip sind die Einkünfte aus dem Betrieb eines Masternodes bei Nichtanwendbarkeit aller anderen Einkunftsarten als Sonstige Einkünfte zu bewerten. § 22 Nr. 3 EStG definiert „Sonstige Leistung“ als eine Leistung, die ein Tun, ein Dulden oder ein Unterlassen einschließt. Das regelmäßige Warten des Servers sowie die Duldung der Nutzung durch das Netzwerk erfüllen diese Kriterien. Einkünfte über dem Freibetrag von 256 EUR pro Jahr sind somit unter Sonstige Einkünfte zu versteuern. Auch die Einkünfte aus einem Masternode Pool sind als Sonstige Einkünfte zu versteuern.